# アルマジロ・エアロスペース

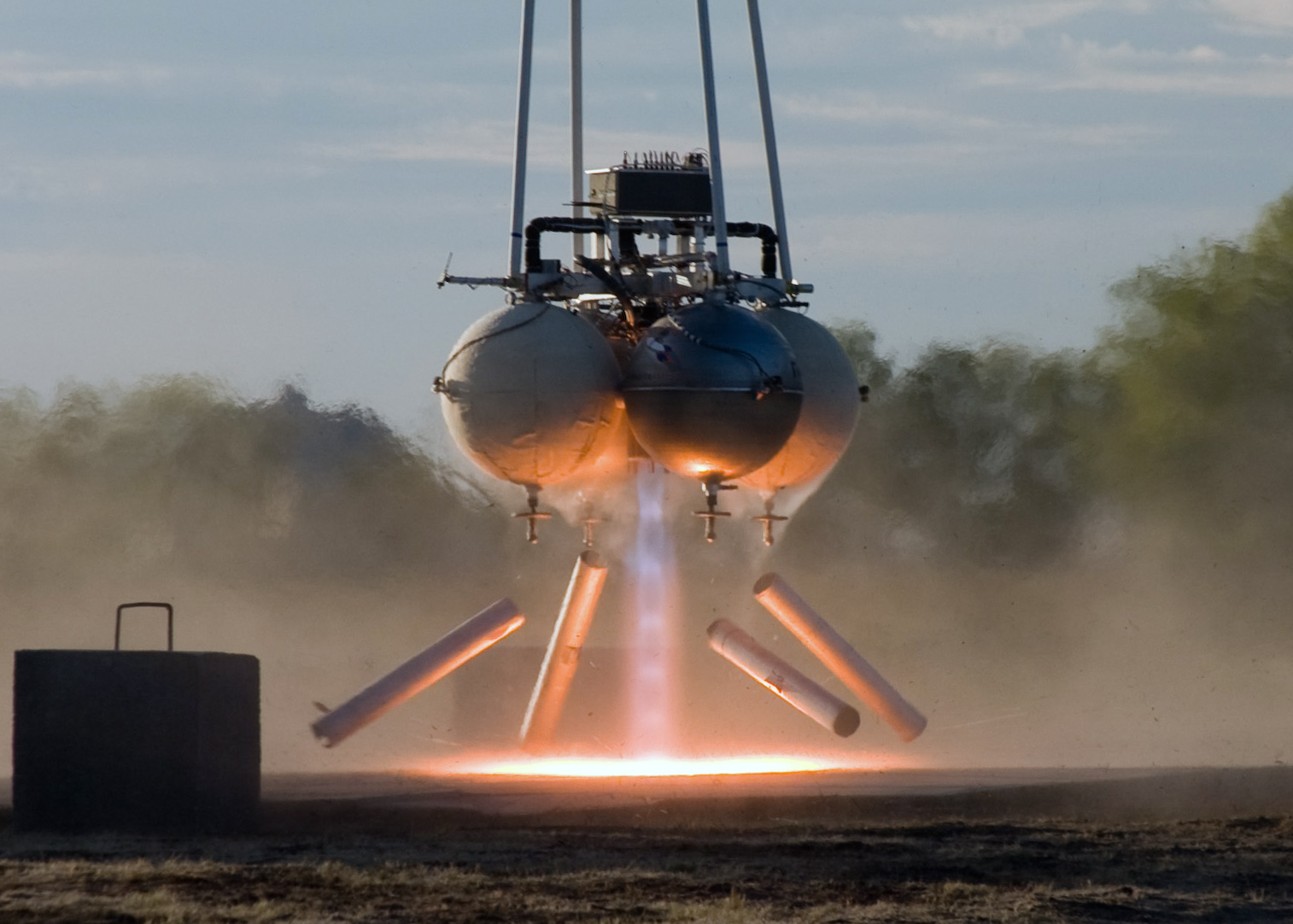
Armadil2006年の競技前に飛行試験を行う"Pixel"試験機

アルマジロ・エアロスペース（英語: Armadillo Aerospace）とはアメリカ合衆国テキサス州メスキートにある航空宇宙開発を行っている企業である。社名の通り会社のマスコットはアルマジロである。
宇宙観光旅行を目標としている。
2000年に創設されて、2001年1月1日に合併された。
主な出資者は3DアクションシューティングゲームDOOMのプログラマーとして有名なジョン・D・カーマックである。
月着陸船の開発を行っており、ノースロップ・グラマン・ルナー・ランダー・チャレンジでレベル2の競技を唯一クリアするという実績を見せている。将来的には実用的な宇宙観光旅行用ロケットの開発を行うと発表していた。しかし2013年、カーマックはゲームイベントQuakeCon 2013の中で、同社が資金難により活動休止に追い込まれていることを明らかにした。 2014年には元従業員らによるEXOSエアロスペースが創業されている。

## Quad
Quadはレベル1では当初320psi（レベル2では400psi）の噴射で降下する設計だった。ロール制御推進器は反対側のタンクから供給される系統になっている。機体は反対側のタンクから推進器からの減圧した圧力で制御される推進剤を供給することが可能である。この構造によりバランスを維持し、ガスの使用を最小限に抑えることが出来る。主エンジンは2軸の推力偏向を備える。機体は完全にGPSと光ファイバジャイロスコープによる誘導装置を備えたコンピュータによって制御される。

## ワイヤフライ X-プライズ カップ 2007
アルマジロ・エアロスペースは2007年のワイヤフライ・X-プライズ・カップのルナ・ランダーチャレンジに参加した。

### 試験
2機のQuadの機体の中の1機 (Texel) を有線飛行で試験中、誘導装置の問題により、3台の個別の飛行終了手順が活動状態になるまでに高度が約20-30フィートまで急上昇して墜落した。機体の落下により衝撃でアルコールタンクの一つが割れて機体は大きな火球に包まれた。 機体は修理不可能なほど破損して姉妹機のPixelが競技に出場した。予定では最初のモジュール（次世代のモジュラー設計）がレベル1で競われPixelはレベル2で競った。

### 競技
レベル1ではアルマジロのMODは初のレグフライトを含むいくつかの試みを記録したが。任意の地点間の往復飛行は実現しなかった。